# Грізні ночі
Грізні ночі — радянський художній фільм 1960 року, знятий на Ялтинській кіностудії.

## Сюжет
1942 рік. Поранений, стікаючий кров'ю, але непокірний Севастополь піддається безперервному бомбардуванню і артилерійському обстрілу. Саме в цей час за особистим наказом Гітлера в район Бахчисарая було доставлено гігантську експериментальну гармату. Досвідченому розвідникові Кожухарю доручається зв'язатися через партизан з групою молодих підпільників Алупки і з їхньою допомогою виявити місцезнаходження артилерійської установки. Засекречена гармата ретельно охороняється. Патріоти зважуються на винятково сміливий крок: уночі по скелі вони спускаються в Бахчисарай і беруть полонених. Переодягненим у німецьку форму розвідникам вдається вийти з міста і передати радянському командуванню важливі відомості. У цій операції загинув партизан Балашов. Отримавши дані розвідки, авіація знищила гармату.

## У ролях
- Григорій Карпов — Кожухар
- Віктор Стрижев — Балашов
- Ігор Жилін — Зобнін
- Анна Дубровіна — Ліна Зоренко
- Анатолій Пазенко — Олександр Зоренко
- Павло Кашлаков — Шатров
- Іван Макогон — Андрій
- Костянтин Музиченко — командир загону
- Данило Нетребін — комісар загону
- Сергій Петров — Мауер
- Володимир Герцик — епізод
- Віталій Доронін — епізод
- Дмитро Капка — епізод
- Геннадій Кирик — епізод
- Маргарита Криницина — епізод
- Юрій Прокопович — епізод
- Василь Фущич — Курт
- Леонід Слісаренко — зв'язковий

## Знімальна група
- Режисери — Володимир Довгань, Олександр Курочкін
- Сценаристи — Володимир Довгань, Олександр Курочкін, Георгій Северський
- Оператори — Юрій Малиновський
- Композитор — Юрій Щуровський
- Художник — Петро Слабинський